# Alexandr Havránek
Alexandr Havránek (7. prosince 1923 Praha – 24. dubna 1987 Praha) byl český kazatel Církve bratrské, člen ústředního výboru Kostnické jednoty.
Je autorem teologických prací jako např. Křesťanská ethika (1971) či Úvahy o pastýřské péči (1986); přispěl rovněž do sborníku Sedm statí o Komenském (1971).